# 李國雄
李國雄（英語：Damian Lee Kwok-hung），香港公務員，現任香港駐迪拜經濟貿易辦事處處長。李在香港大學取得文学士後，於2001年獲香港政府聘任為政務主任。港府在2016年6月27日委任李為深水埗民政事務專員，但他卻因疏遠地區人士的作風而受朝野各派批評。民主派於2019年香港區議會選舉取得深水埗區議會的主導權後，李更多次在會議上與議員爭執，甚至出面指責本土派李文浩和公民黨劉家衡等區議員拒絕服務建制派支持者。黃昕然在2020年12月13日後接任專員，而李在卸任後獲調任至阿拉伯联合酋长国籌備成立香港駐迪拜經濟貿易辦事處。由李擔任處長的駐迪拜辦在2021年10月28日正式運作。他在2025年3月21日後離任處長。